# Sawo (Kutorejo)
Sawo is een bestuurslaag in het regentschap Mojokerto van de provincie Oost-Java, Indonesië. Sawo telt 4946 inwoners (volkstelling 2010).